# جوزيف ماكي براون
جوزيف ماكي براون هو سياسي أمريكي، ولد في 28 ديسمبر 1851 في كانتون في الولايات المتحدة، وتوفي في 3 مارس 1932 في ماريتا في الولايات المتحدة. نشط حزبياً في الحزب الديمقراطي. وقد انتخب حاكم جورجيا ‏.